# Nemanja Tošić
Nemanja Tošić (in serbo Немања Тошић?; Belgrado, 23 gennaio 1997) è un calciatore serbo, difensore dello Zurigo.

## Caratteristiche tecniche
È un terzino sinistro.

## Carriera

### Club
Cresciuto nel settore giovanile della Stella Rossa, ha iniziato la propria carriera professionistica con la maglia del Mačva Šabac, con cui ha esordito il 17 febbraio 2018 disputando l'incontro di prima divisione serba perso 2-0 contro il Čukarički.

### Nazionale
Nel 2015 ha giocato 2 partite con la maglia della nazionale serba Under-18.